# Ala-Suorto
Ala-Suorto är en sjö i kommunen Suomussalmi i landskapet Kajanaland i Finland. Sjön ligger 194,5 meter över havet. Den är 2,3 meter djup. Arean är 51 hektar och strandlinjen är 3,22 kilometer lång. Sjön  ingår i Uleälvens huvudavrinningsområde.   Den ligger omkring 100 kilometer nordöst om Kajana och omkring 550 kilometer norr om Helsingfors. 